# Hornum Sø
Hornum Sø är en sjö i Danmark. Den ligger i Region Nordjylland, i den norra delen av landet. Hornum Sø ligger 49 meter över havet och den högsta punkten i närheten är 74 meter över havet, 1,1 km sydost om Hornum Sø. Trakten runt Hornum Sø består till största delen av jordbruksmark.